# Парфенів В'ячеслав Володимирович
В'ячеслав Володимирович Парфенів (1874 - † ?) - полковник Армії УНР.

## Життєпис
Закінчив артилерійське училище (1897). Станом на 1 січня 1910 р. — штабс-капітан 10-ї артилерійської бригади (Лодзь). Останнє звання у російській армії — полковник.
З 15 березня 1918 р. — командир 1-го Запорізького легкого гарматного полку Окремої Запорізької дивізії Армії УНР, згодом — Армії Української Держави. 
Подальша доля невідома.